# Farah Diba
Farah Diba (in persiano فرح دیبا‎; Teheran, 14 ottobre 1938) è l'ultima imperatrice del moderno Iran in quanto vedova di Mohammad Reza Pahlavi, deposto scià di Persia.
Anche se i titoli e le distinzioni dei Pahlavi in Iran sono stati aboliti dal governo islamico, è ancora formalmente imperatrice (Shahbanu) in seno alla casa imperiale.
Alcuni paesi come gli Stati Uniti d'America, Danimarca, Spagna, Germania, Austria, Ungheria, Italia si riferiscono ancora all'ex imperatrice come Sua Maestà Imperiale Shahbanu dell'Iran nei documenti ufficiali, ad esempio nelle liste degli ospiti per le nozze reali.

## Biografia

### Infanzia
Nata il 14 ottobre 1938 a Teheran da una famiglia dell'alta borghesia, era l'unica figlia del capitano Sohrab Diba e sua moglie, Farideh Ghotbi. Sua madre era originaria della regione dello Gilan (Lahijan), mentre suo padre, che morì quando era ancora bambina, era un funzionario imperiale alla corte dei Pahlavi e originario di un'aristocratica casata dell'Azerbaigian iraniano.
Da parte di suo padre, Farah proveniva da un ambiente relativamente benestante. Alla fine del XIX secolo il nonno era stato un diplomatico affermato, in carica come ambasciatore iraniano alla corte russa. Suo padre era un ufficiale delle forze armate iraniane imperiali e laureato alla prestigiosa accademia militare francese a Saint-Cyr.

### Istruzione e matrimonio
La futura imperatrice studiò presso la Scuola Italiana di Tehran fino all'età di sei anni, per poi trasferirsi alla scuola francese École Jeanne d'Arc di Teheran, e in seguito, nel 1957, all'École Spéciale d'Architecture a Parigi, dove il medico Albert Besson fu uno dei suoi insegnanti.
All'epoca la maggior parte degli studenti iraniani che studiavano all'estero lo facevano tramite sovvenzioni statali. Perciò, quando lo Scià Mohammad Reza Pahlavi, come capo di Stato, faceva visite ufficiali all'estero, voleva incontrare la rappresentanza dei migliori studenti iraniani. Fu durante un incontro nel 1959 presso l'ambasciata iraniana a Parigi, che Farah Diba fu presentata a Mohammad Reza Pahlavi.
Dopo il ritorno a Teheran nell'estate del 1959 iniziò il corteggiamento tra lo Scià e Farah Diba. La coppia annunciò il fidanzamento il 23 novembre 1959 durante una breve cerimonia svoltasi nel pomeriggio presso la residenza privata dello Scià. In quell'occasione, al cospetto dei propri famigliari e dalla corte Farah Diba ed il suo futuro sposo si sono scambiati un anello d'oro (per lo scià) ed un anello con diamante quadrato per la futura sposa. Lo Scià conserverà l'anello ma senza indossarlo al dito in quanto per tradizione egli non porta anelli. La data delle nozze, è stata annunciata per il 21 dicembre dell'anno in corso e in quell'occasione Farah Diba diverrà regina imperatrice di Persia e non il giorno nel quale darà alla luce un erede al trono del Pavone, come annunciato da un comunicato di corte.
Fu la terza moglie dello Scià. Dal matrimonio nacquero quattro figli:
- Principe ereditario Reza Pahlavi (30 ottobre 1960)
- Principessa Farahnaz Pahlavi (12 marzo 1963)
- Principe Ali Reza Pahlavi (28 aprile 1966 - 4 gennaio 2011)
- Principessa Leila Pahlavi (27 marzo 1970 - 10 giugno 2001)

### Contributi per l'arte e la cultura in Iran
Anche dopo il matrimonio e la sua incoronazione (26 ottobre 1967, con titolo di reggente), l'imperatrice ha continuato a essere attiva nel campo dell'arte e della cultura. Diede diversi importanti contributi per rivitalizzare la scena culturale contemporanea dell'Iran ed è stata determinata nel creare diversi centri culturali e istituzioni, tra cui l'Istituto per lo sviluppo intellettuale dei bambini e dei giovani adulti (IIDCYA), il Museo di Arte Contemporanea di Teheran, e molto altro ancora.
Il 15 ottobre 1971 presiedette, insieme al consorte e all'erede al trono, a Persepoli, ai solenni festeggiamenti per il 2500º anniversario della monarchia persiana: erano presenti tutti i potenti della Terra.

### La Rivoluzione e l'esilio

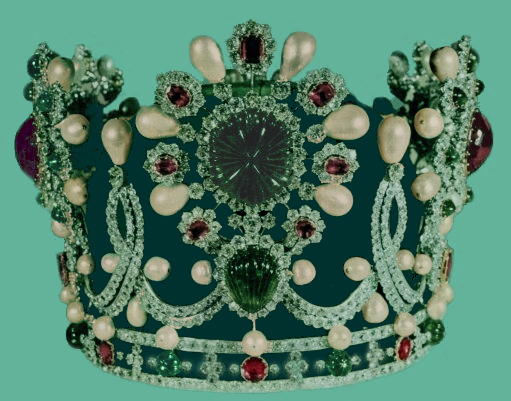
La corona dell'imperatrice Farah

Non ci volle molto perché la Rivoluzione iraniana avesse l'effetto desiderato dagli ayatollah, abbattendo la monarchia che era la forma istituzionale che governava ininterrottamente l'Iran da oltre 2500 anni. L'imperatrice accompagnò il marito, seguendolo in esilio il 16 gennaio del 1979.
La coppia imperiale andò prima in Egitto, girando poi il mondo: Marocco, Bahamas, Messico, Stati Uniti e Panama, prima di tornare nuovamente nel paese delle piramidi, dove rimase fino alla morte dello Scià, il 27 luglio 1980. Alcuni anni dopo, l'ex sovrana acquistò una casa a Greenwich, in Connecticut, dove visse sino alla morte della figlia, la principessa Leila. In seguito Farah si trasferì a Potomac, nel Maryland, per stare vicina al figlio, il principe Reza, e ai suoi nipoti. Ora l'ex imperatrice divide il suo tempo tra Washington, New York, Parigi ed Il Cairo, dove è proprietaria di un palazzo. Farah si batte per cercare di portare la democrazia in Iran, cercando di "cancellare il regime degli ayatollah".
In diverse interviste televisive in francese e in inglese, Farah Diba ha parlato ripetutamente del suo periodo come imperatrice dell'Iran, dello scià, dei suoi figli, della rivoluzione iraniana e della sua vita in esilio oggi. Nel farlo, non ha risparmiato i suoi errori, le sue omissioni e i suoi giudizi sbagliati.
Nel 2003 ha scritto un libro sul suo matrimonio, intitolato La mia vita con lo Scià, che è stato un best seller in Europa, con ampia eco mediatica. Nel 2008 è stata protagonista del film documentario The Queen and I della regista iraniana Nahid Persson. Nel settembre 2018 è stata ospite di Bruno Vespa a Porta a Porta.

## Opere letterarie
- Farah Pahlavi, Mémoires, Parigi, XO Éditions, 2003, ISBN 2-84563-065-4.